# Grace Wiley
Grace Olive Wiley (Chanute, 1883 - Long Beach, 20 juli 1948) was een Amerikaans herpetoloog die bekendheid geniet vanwege haar werk met gifslangen. Ze overleed op 64-jarige leeftijd aan de gevolgen van een slangenbeet die ze opliep toen ze met een van haar slangen voor een fotograaf poseerde.

## Biografie
Wiley werd in 1883 geboren en groeide op in Chanute, een plaats in de staat Kansas. Ze studeerde aan de Universiteit van Kansas, waar ze afstudeerde in de entomologie. Aansluitend werkte ze als entomoloog aan haar alma mater, onder meer aan twee soorten wantsen (Heteroptera). Later begon ze zich ook voor ratelslangen te interesseren en ze ving er enkele bij veldwerk in het zuidwesten van de VS.
In 1923 werd Wiley benoemd tot conservator van het bij de Minneapolis Public Library behorende Museum voor Natuurlijke Historie. Een positie als 'conservator reptielen' bij een museum was voor een vrouw indertijd hoogst ongebruikelijk. Met haar positie trok zij dan ook ruime aandacht en ze figureerde zelfs in landelijke bladen als Time en Life.
Aan de reeds indrukwekkende verzameling reptielen en amfibieën van het museum voegde ze haar eigen collectie van 330 slangen toe, waarmee ze een zekere naam als slangenexpert vestigde. Kort daarop lukte het Wiley als eerste persoon om ratelslangen zich in gevangenschap te laten voortplanten.

### Gedreven, maar controversiële werkwijze
Werkend met (gif)slangen bouwde ze een reputatie op als "vrouw zonder angst". Gebruikmakend van haar bekendheid, trachtte ze het grote publiek te bevrijden van het negatieve beeld van slangen. Ze zei daarover onder meer: 

Angst voor slangen is aangeleerd. We worden er niet mee geboren. Kinderen houden net zo gemakkelijk van slangen als van katten en honden. Wees niet bang voor de tong van een reptiel. Het enige dier dat je met zijn tong pijn kan doen is Het Beest.

Wiley geloofde dat slangen te temmen zijn en ze claimde in haar leven meer dan 300 exemplaren te hebben getemd. Gewoonlijk pakte ze giftige soorten zoals ratelslangen, cobra's, koperkoppen en mamba's met blote handen beet, zonder gebruik te maken van haken of tangen. Ook liet ze kooien langere tijd open staan en liet ze gifslangen vrijelijk door haar werkruimtes kruipen. Deze werkwijze bracht haar in conflict met collega's, die bezorgd waren voor de veiligheid van Wiley en van henzelf. In 1933 werd ze ten slotte gedwongen te vertrekken. Een jaar later werd ze aangesteld als conservator reptielen bij de nieuw geopende Brookfield Zoo in Chicago en ze nam 236 reptielen en amfibieën vanuit de bibliotheek van Minneapolis mee. Haar nieuwe collega's waren echter ook niet erg ingenomen met haar werkwijze. Nadat Wiley in 1935 19 gifslangen had laten ontsnappen, werd ze door de directeur ontslagen.

### Californië
Na haar vertrek bij de Brookfield Zoo verhuisde Wiley naar Californië, waar ze slangentrainer en reptielenconsultant werd voor Hollywoodfilms als Trade Winds, Jungle Book en enkele films uit de Tarzanreeks. Ook opende ze met haar eigen collectie een reptielententoonstelling in Cypress, Grace Wiley — Reptiles genaamd. Voor een klein bedrag konden bezoekers zich verwonderen aan de slangen en andere reptielen en soms enkele ervan beethouden of zich ermee laten fotograferen. In 1944 trachtte ze de tentoonstelling tot een officiële, grotere en wat professionelere dierentuin te laten ombouwen. Daarbij had ze medewerking van de gemeente nodig en die werd helaas niet verleend.
Op 20 juli 1948 kwam journalist Daniel P. Mannix naar haar centrum om enkele slangen te fotograferen. Ze poseerde onder meer met een Aziatische brilslang, die zo van de flitser schrok dat hij Wiley aanviel en beet. Ze liet haar slangenbeetkoffer halen, maar die was twintig jaar oud, waardoor veel van de tegengiffen of antiserums door beschadiging onbruikbaar waren geworden. Het ziekenhuis waarnaar men haar vervoerde, beschikte uitsluitend over tegengif voor inheemse gifslangen, zodat Wiley binnen twee uur na de beet aan de gevolgen ervan overleed.

## Taxonomische beschrijving door Wiley
- Rheumatobates hungerfordi

## Erkenning
Het 'Grace Park' in de Californische stad Long Beach werd naar Wiley vernoemd.
- International Standard Name Identifier: 0000 0003 5634 7911
- Library of Congress Control Number: no2011134278
- SNAC: w6qr71ft
- Virtual International Authority File: 186211534
- WorldCat: E39PBJr7VMvKgyByhmK3fjcF8C